# Вілла «Постій»
Вілла «Постій» — найстаріша вілла у місті Трускавці, що збереглася до нашого часу, пам'ятка архітектури місцевого значення, охоронний № 531-М. Тепер у будівлі розташований готель  «Вілла Вікторія».

## Розташування
Вілла знаходиться у центрі міста Трускавця, навпроти Палацу Культури імені Т. Г. Шевченка, неподалік від  Костелу Внебовзяття Пресвятої Діви Марії і Вілли «Під Божою Матір'ю», нижче якої починається Курортний парк, та вілли «Ґопляна», у якій знаходиться Художній музей Михайла Біласа.

## Історія

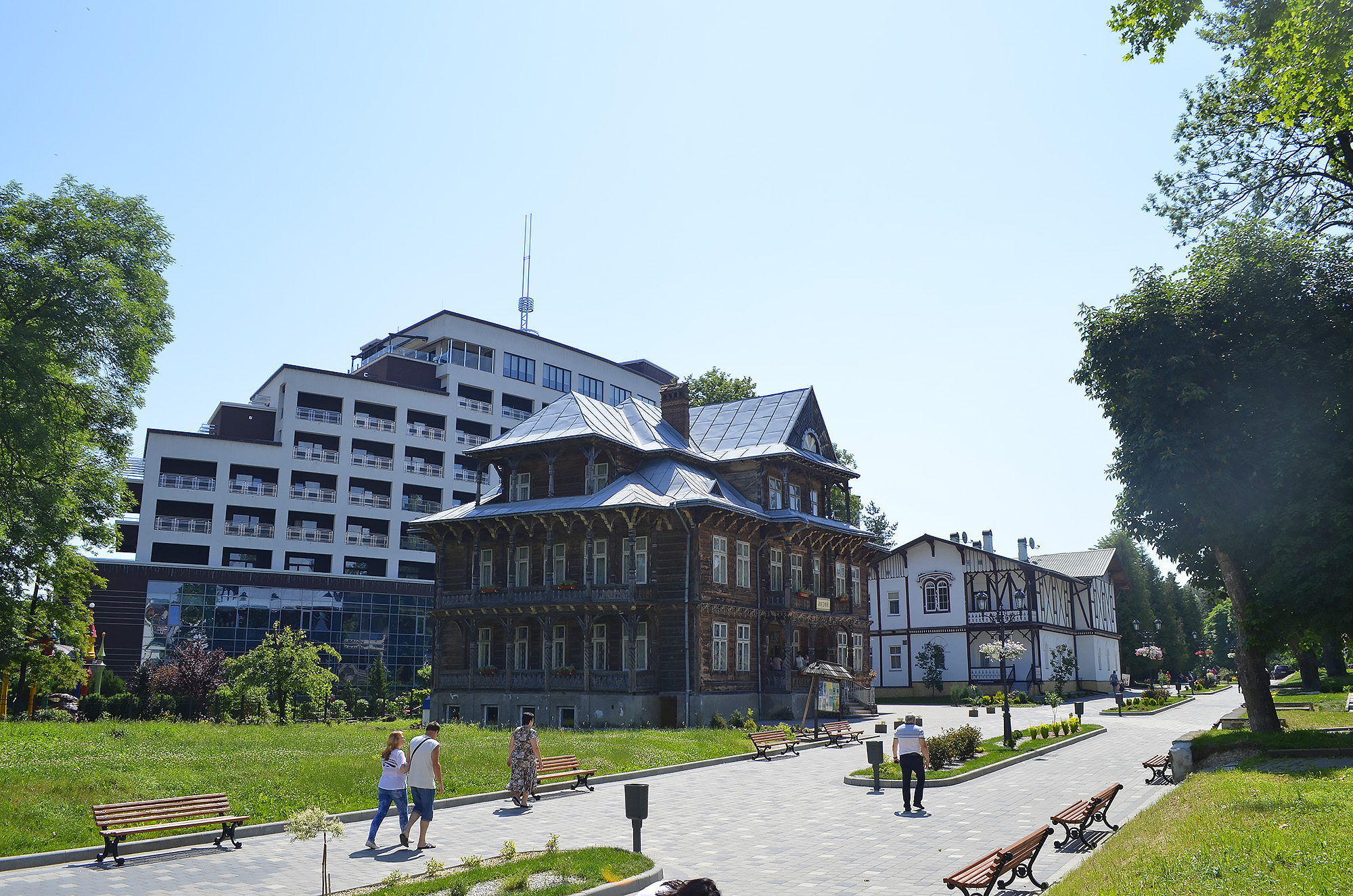
Вілла «Постій» (на дальньому плані) та вілла «Ґопляна».

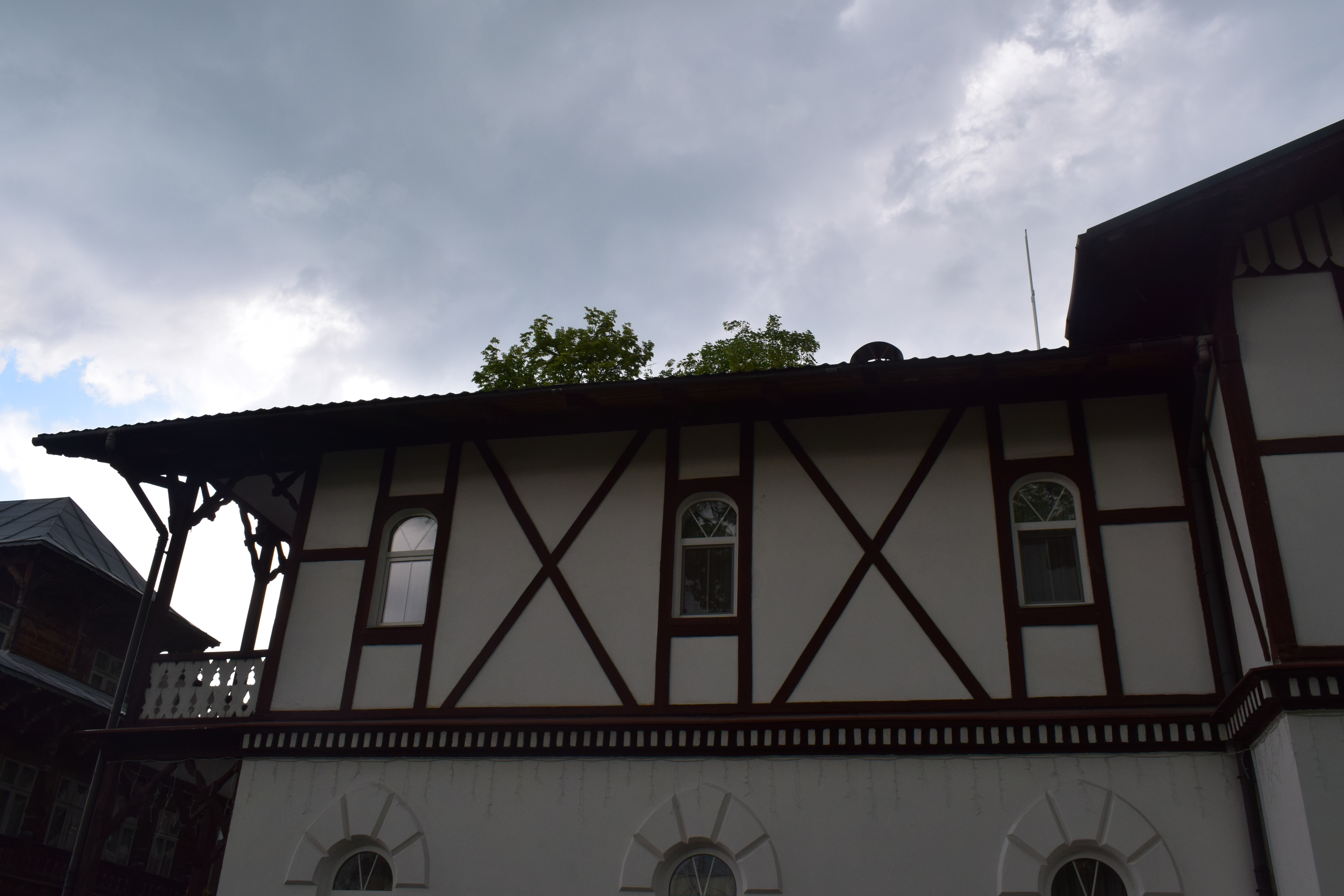

Вілла «Постій» була збудована у 1843 році для графа Жултовського, одного з тодішніх власників Трускавця.
Спілка «Трускавецькі джерела», керівником та власником якої був Раймунд Ярош, у 1911 році викупила віллу «Постій» у графа Жултовського та перебудувала.
У радянські часи у віллі «Постій» спочатку знаходилась міська пошта, згодом спальний корпус санаторій «Берізка».
У 2004 році віллі «Постій» стала приватною власністю. Нові власники вілли провели реконструкцію, мало зважаючи на історичну цінність будівлі, та змінили назву на «Вілла Вікторія».

## Світлини

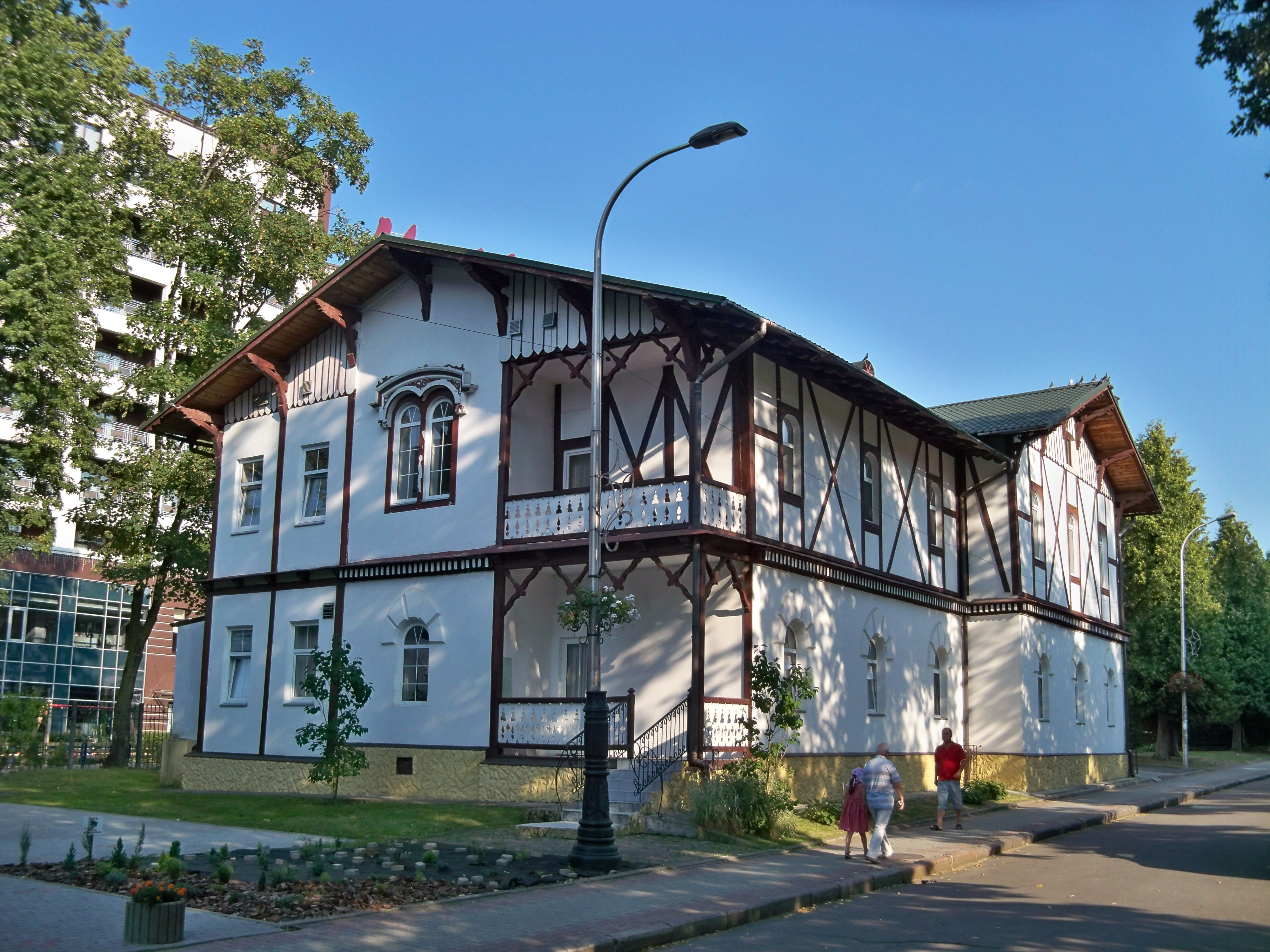
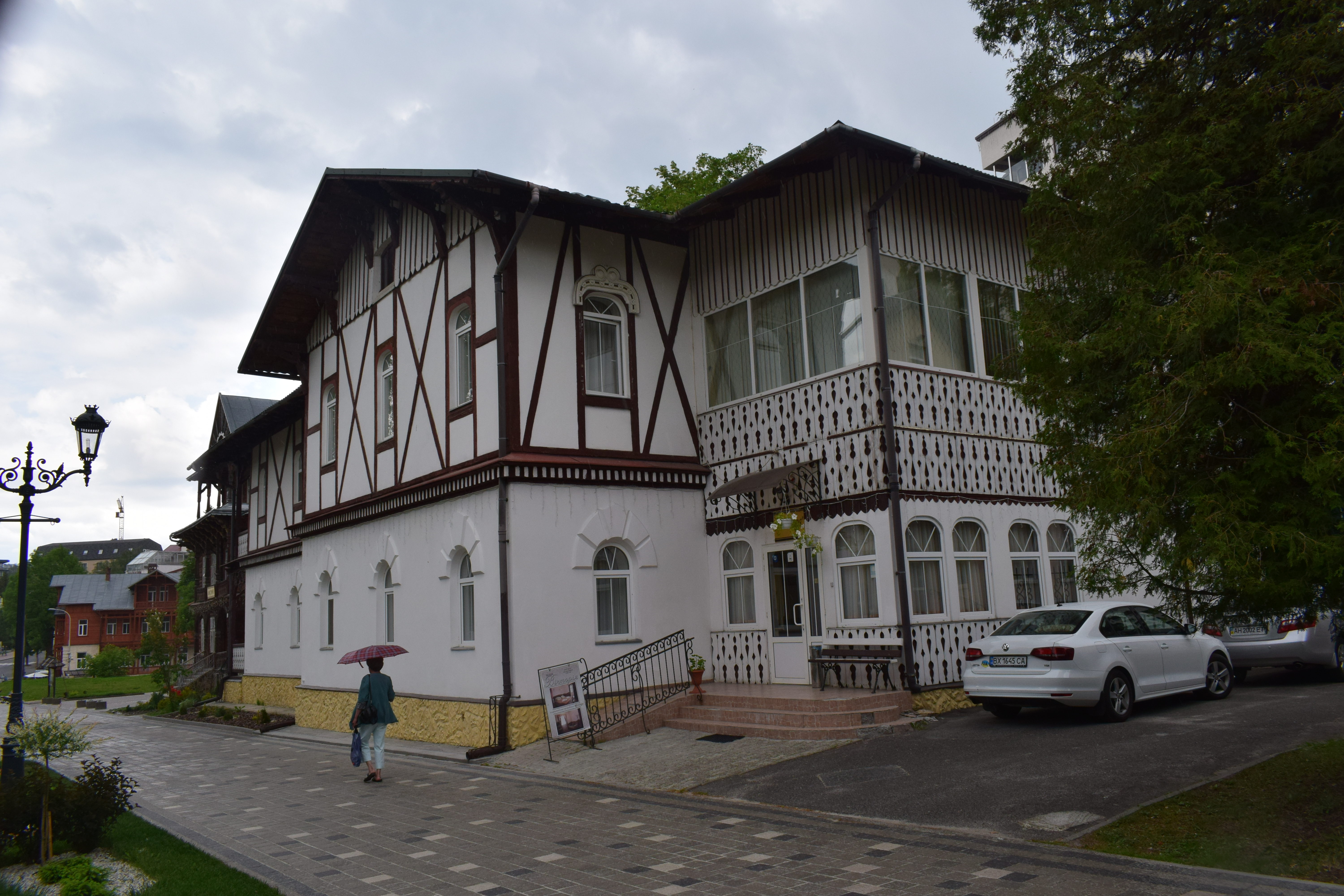
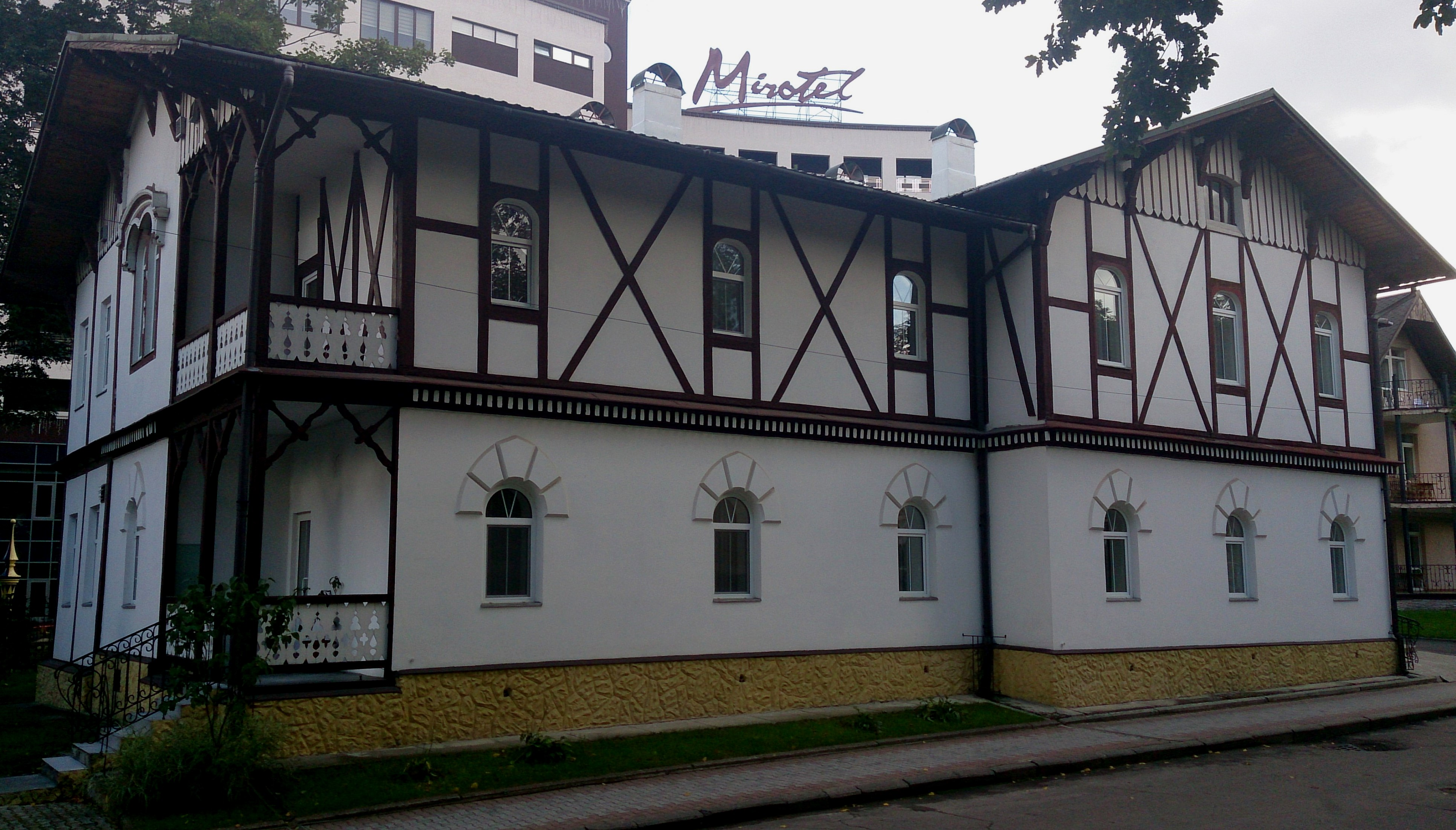

## Архітектура
Збудована у 1843 році під назвою «Готель» у формах «швейцарського стилю» — архітектурного стилю пізнього історизму, хоч декоративне оздоблення вілли мало вже інший характер, наближений до бойківських та гуцульських дерев'яних хат.
Вілла «Постій» належить до першого періоду формування курортної забудови (1827 — 1919) міста Трускавця.
Перший поверх вілли «Постій» мурований з цегли та каменю, другий — фахверк, з відкритим дерев'яним каркасом стін. 